# SMS Schlesien (1906)
«Шлезиен» (нем. Schlesien) — эскадренный броненосец (линкор додредноутного типа) Военно-морских сил Германии в 1908—1945 годах.

## История создания
Броненосцы типа «Дойчланд» являлись логическим завершением серии немецких броненосцев начала XX века: типа «Кайзер», типа «Виттельсбах» и типа «Брауншвейг».
Броненосец (в дальнейшем переклассифицирован в линкор) «Шлезиен» (по названию земли Силезия) был заложен на данцигской верфи «Шихау» в июле 1905 года. Корабль был спущен на воду 28 мая 1906 года и вступил в строй в 1908 году.

## Конструкция
Броненосец имел водоизмещение 13 208 тонн, длину корпуса — 127,7 м, ширину — 22,2 м, осадку — 7,7 м. По всей длине ватерлинии шёл пояс толщиной от 100 до 240 мм. Толщина палубной брони 40 — 75 мм, броня башен главного калибра — 250—280 мм, казематов орудий вспомогательного калибра — 170 мм, боевой рубки — 140—300 мм.
Три паровые машины тройного расширения с 12 котлами Шульца-Торникрофта имели суммарную мощность 23 500 л. с. Скорость полного хода не превышала 19 узлов, дальность плавания 10-узловым ходом — 5500 миль. Экипаж — 743 человека.
Вооружение линкора составляли две двухорудийные 280-мм башни главного калибра, четырнадцать казематных 170-мм орудий, двадцать 88-мм орудий и шесть торпедных аппаратов.

## Служба
После поражения Германии в Первой мировой войне Веймарской республике было разрешено оставить на флоте всего 15 тысяч моряков и 8 устаревших броненосцев.
В строю остались «Шлезиен», «Шлезвиг-Гольштейн», «Гессен», «Лотринген», «Брауншвейг», «Эльзас», «Пройссен» и «Ганновер». Но по мере вступления в строй «карманных линкоров» (формально подходивших под Версальские ограничения) необходимо было избавляться от «стариков», и в 1931 году 5 последних из перечисленных броненосцев исключили из списков флота и сдали на слом.
«Шлезиен» в 1926 году прошёл существенную модернизацию совместно с однотипным «Шлезвиг-Гольштейном», после чего оба линкора были переведены в класс учебных кораблей.
В ходе модернизации две ближайшие к носу трубы объединили в одну, котлы частично перевели на нефтяное отопление, а 170-миллиметровки заменили на 150-мм калибр. При этом количество «противоминной» артиллерии неуклонно сокращалось: два орудия сняли вскоре после модернизации, ещё два — к 1937, а к 1939 г. броненосцы полностью лишились 150-мм пушек. Зато соответственно возрастала их зенитная мощь, состоящая сначала из 88-мм зениток, к которым прибавились шесть 105-мм, а в войну ещё и несколько десятков 20-и 40-мм автоматов.

### Боевое применение
25 августа 1939 года в Гданьскую бухту с «дружеским визитом» вошёл германский учебный линкор «Шлезвиг-Гольштейн». Официальной причиной прибытия линкора являлось 25-летие гибели здесь одного из германских судов в Первой мировой войне. В действительности линкор представлял собой плавучую батарею для атаки польского побережья.
В 4:30 1 сентября «Шлезвиг-Гольштейн» был приведён в состояние боевой готовности одиночным выстрелом из пистолета. А в 4:45 начал обстрел Вестерплатте — это знаменовало собой начало Второй мировой войны.
Дебют «Шлезвиг-Гольштейна» у Вестерплатте предопределил роль этих устаревших кораблей на всю войну. Их использовали только для обстрела берега, но довольно интенсивно: «Шлезиен» воевал до весны 1945 года.
15—23 марта 1945 года линкор «Шлезиен» принимал участие в боевых действиях в районе Данцигской бухты.

### Гибель
«Шлезиен» был последним крупным немецким артиллерийским кораблем, действовавшим против береговых объектов и наступающих советских войск. 2 мая линкор перешёл в Грайфсвальд, чтобы из бухты обстрелять железнодорожный мост через реку Пиин в районе Вольгаста. 3 мая 1945 года в 03.01, находясь в западной части Померанской бухты, линкор подорвался на английской авиационной донной магнитной мине. При взрыве погибло два человека, корабль получил сильные повреждения носовой части, потерял ход и начал медленно тонуть. «Шлезиен» был отбуксирован эсминцем Z-39 на внешний рейд Свинемюнде и развернут таким образом, чтобы его кормовая башня могла обстреливать наступающие советские войска. К вечеру того же дня корабль сел носовой частью на грунт.
С утра 4 мая началась эвакуация экипажа гибнущего «Шлезиена», которая была в целом завершена к 11 часам, когда корабль покинул его командир, капитан цур зее Ганс-Эберхардт Буш. На «Шлезиене» остались только расчёты зенитных орудий, задачей которых было усиление ПВО базы до момента её полной эвакуации, намеченной на этот же день. В это же время дислокация корабля была уточнена воздушной разведкой Балтийского флота, который с 1 марта готовил авиаудар с целью его уничтожения. Для атаки на линкор были выделены 10 самолетов А-20 51-го минно-торпедного авиаполка, из которых 8 несли крупнокалиберные бомбы для топмачтового бомбометания, и 2 — торпеды. Также в операции были задействованы 24 штурмовика Ил-2, которые должны были подавить ПВО кораблей охранения, и один А-20 без вооружения, с которого предполагалось управлять операцией.
Атака началась в 11:30. Столкнувшись с сильным зенитным огнём, атакующая группа потеряла управление, в результате линкор атаковали только три самолёта, два торпедоносца  и один топмачтовик, остальные выбрали другие цели, которых в заполненной кораблями бухте было в избытке. Торпедоносцы сбросили торпеды, но попаданий не добились - вероятно, торпеды зарылись в грунт после сброса в мелководной бухте. Топмачтовик младшего лейтенанта Линника вышел в атаку, но был сбит зенитным огнём, не успев сделать никакого доклада. По сообщениям экипажей торпедоносцев, он успел сбросить 500-кг бомбу и добиться попадания в линкор, что не подтверждается немецкой стороной, не зафиксировавшей попаданий в корабль и потерь среди его экипажа.
Второй авиаудар по «Шлезиену» был нанесён в 16:04. К этому времени с линкора эвакуировали расчёты зениток, на нём оставались только подрывные партии, готовившие его к взрыву. Во втором налёте участвовали 7 А-20 и 16 Ил-2, при этом в атаку на линкор снова вышли только три самолёта. А-20 Героя Советского Союза Богачёва сбросил торпеду, но её хода никто не наблюдал. Два топмачтовика сбросили бомбы преждевременно, добившись, согласно докладам, лишь одного близкого разрыва 250-кг авиабомбы.
Около 16:30 немцы подорвали «Шлезиен», уничтожив, в частности, фок-мачту с установленными на ней радиолокационными станциями, а также обе башни главного калибра. На остове судна начался сильный пожар. Тем временем ВВС Балтийского флота планировало третий авиаудар, который начался в 20:02 и пришёлся по выходившему из Свинемюнде конвою, а также по остову «Шлезиена», добившись попадания в него одной 1000-кг авиабомбы.
В июне 1945 года остов корабля обследовала комиссия ВВС КБФ, состоявшая из представителей штаба и участвовавших в операции частей. Комиссия посчитала, что «Шлезиен» поразила торпеда в носовую часть (за последствия её попадания была принята пробоина, образовавшаяся в результате подрыва на мине), а также две бомбы весом 1000-кг и две бомбы весом 500-кг, при этом часть разрушений, приписанных попаданию бомб, стали следствием взрыва корабля немецкими подрывными зарядами. По мнению военного историка, к.и.н. Мирослава Морозова, в результате ударов советской авиации «Шлезиен» поразили 1-2 авиабомбы, причём уже после того, как корабль был оставлен экипажем и подорван.